# 朱祁鉞
永豐恭和王朱祁鉞（1435年—1475年），是明朝淮靖王朱瞻墺庶第三子，母夫人安氏，明仁宗之孙。明朝第一代永丰王。

## 生平
正统八年三月甲子（1443年4月7日），获封为永丰王，同年，朝廷赐给朱祁鉞歲祿二千石，米鈔中半兼支。景泰二年（1451年）七月，明代宗遣武安侯鄭宏、隆平侯張福為正使，兵科給事中谷茂、刑科給事中劉璉為副使，持節前往饒州府冊封淮王府長史王彰之女為永豐王祁鉞之妃。天順二年（1458年）二月，朱祁鉞向礼部奏称，王宫内缺乏宫女，希望从饒州守御千戶所軍旗家庭收买女子为宫女，但因为饶州府千户不归属淮王府主管，因此难以收买。礼部于是建议朱祁鉞自行准备彩礼，在淮王府儀衛司以及群牧千戶所軍校之家中收买情願入宫者。
成化十一年（1475年）十二月，朱祁鉞逝世，时年41岁，明宪宗为此輟朝一日，并追赠谥号恭和，《鄱阳县志》记载朱祁鉞安葬于饶州府城以西的梧桐山（今江西省鄱陽縣白沙洲鄉胡趙村）。两年后，嫡长子朱見淨袭封为第二代永丰王。